# Buszkowo (przystanek kolejowy)
Buszkowo – nieczynny przystanek kolejowy a dawniej stacja w Buszkowie na linii kolejowej nr 241, w województwie kujawsko-pomorskim. Znajdujący się tu dawnej budynek dworca został wyburzony 16 lipca 2009.